# Американская ночь
«Американская ночь» (фр. La Nuit américaine) — художественный фильм 1973 года совместного производства Франции и Италии, 13-й полнометражный фильм Франсуа Трюффо. Для режиссёра этот фильм стал триумфом — он получил за него множество международных наград, в том числе премию «Оскар» в номинации «Лучший иностранный фильм». Примечательно, что фильм выдвигался на премию «Оскар» в 1974 году как лучший фильм на иностранном языке, а через год был также номинирован на премию в категориях «лучшая работа режиссёра», «лучший сценарий» и «лучшая женская роль второго плана» (Валентина Кортезе).
Премьера фильма состоялась 14 марта 1973 года на Каннском кинофестивале. Лента посвящена Лилиан Гиш и её сестре Дороти.
Название картины отсылает к техническому приему, когда съемки ночных сцен осуществляются днем при помощи специальных фильтров (зрителям потом кажется, что действие разворачивается в темноте). В английском языке французскому термину «la nuit américaine» соответствует «day for night», буквально «день вместо ночи» (под этим названием картина вышла в прокат США).

## Сюжет
По словам критика Роджера Эберта, фильм Трюффо напоминает небольшую антологию забавных случаев со съемочной площадки. Также Эберт называет «Американскую ночь» поэмой, в которой воспет процесс создания фильмов — «не хороших фильмов, и не плохих, а просто фильмов как таковых»; герои картины, и прежде всего режиссёр Ферран, влюблены в кино и в свою работу, только в ней они обретают счастье.
Станция метро, магазинчики, большое кафе, уличное движение, множество пешеходов. Из метро выходит молодой человек (Жан-Пьер Лео) и решительным шагом пересекает площадь. Навстречу ему по тротуару идёт человек лет пятидесяти (Жан-Пьер Омон). Они оказываются лицом к лицу, останавливаются, молча смотрят друг на друга, потом молодой человек даёт своему визави сильнейшую пощечину. В этот момент раздаётся громкое «стоп!», камера отъезжает, мы видим не случай из реальной жизни, а съёмку фильма. Прохожие — статисты. Видна камера, суетящиеся вокруг неё техники. Площадь — это громадная декорация, возведённая под открытым небом в одной из студий на Лазурном берегу. По сигналу первого ассистента (Жан-Франсуа) все статисты собираются на одной стороне площади, чтобы выслушать критические замечания.
Ферран снимает картину «Познакомьтесь с Памелой» на студии «Викторин», расположенной в Ницце. По сюжету этой мелодрамы, молодой человек знакомит свою невесту Памелу с родителями, и в результате девушка без памяти влюбляется в его отца. Заканчивается история трагично: бывший жених Памелы убивает отца-соперника, а сама она гибнет в автокатастрофе. Съёмки «Познакомьтесь с Памелой», сопряженные со множеством больших и мелких сложностей, длятся шесть недель. За это время все участники превращаются в одну большую семью, в которой проблемы каждого известны всем. Стареющая кинозвезда Северина страдает оттого, что у неё тяжело болен сын; она подбадривает себя шампанским, и в результате её игра становится все более страстной (но при этом она забывает собственные реплики и дубль за дублем путает дверь в комнату с дверцей шкафа). Пожилой актёр Александр решается раскрыть свою гомосексуальность, пригласив на съемки молодого любовника. Молодой и крайне инфантильный артист Альфонс, страстно влюбленный в одну из сотрудниц съемочной группы, не в состоянии пережить её измены — он объявляет, что бросает работу и кинематограф в принципе. Чтобы отвлечь Альфонса от горестных размышлений и уговорить не срывать съемки, исполнительница роли Памелы, англо-американская актриса Джули Бейкер, соблазняет его. При этом Джули недавно вышла замуж за пожилого врача, вылечившего её от психического расстройства. Когда Альфонс в порыве чувств звонит её мужу и сообщает: «Я занимался с вашей женой любовью, я полюбил ее, вам следует развестись», происходит большой скандал, и тяжелый нервный срыв наступает уже у самой Джули — теперь она не может найти в себе сил, чтобы выйти на съемочную площадку. А когда съемки всё-таки возобновляются, приходит известие, что Александр погиб в автокатастрофе. Теперь нужно либо менять исполнителя ключевой роли, либо выкручиваться и снимать оставшиеся сцены с помощью дублеров.
Со всеми неприятностями, грозящими срывом съемок, участники группы пытаются справиться сообща. Ферран, которому нужно снять картину в ограниченный период времени и при этом уложиться в бюджет, замечает: «Съемки фильма — как поездка в дилижансе. Сначала рассчитываешь на приятное путешествие, а потом просто надеешься, что доберешься до места назначения живым».

## В ролях
- Жаклин Биссет — Джули Бейкер (Жюли Бейке́р во французском произношении)
- Жан-Пьер Лео — Альфонс
- Франсуа Трюффо — режиссёр Ферран
- Жан-Пьер Омон — Александр
- Валентина Кортезе — Северина
- Дани — Лилиан
- Александра Стюарт — Стейси
- Жан Шампьон — Бертран
- Натали Бай — Жоэль
- Дэвид Маркхэм — доктор Нельсон
- Найк Арригьи — гримёрша Одиль
- Грэм Грин — страховой агент

## История создания
Идея создать «фильм о кино» пришла к Франсуа Трюффо во время монтажа драмы «Две англичанки и „Континент“» (1971), которым он занимался на Studios de la Victorine в Ницце. Там его внимание привлекли декорации Парижа, оставшиеся после съёмок британского фильма «Безумная из Шайо» (1969) режиссёра Брайана Форбса. Они включали в себя часть улиц с домами, вход в метро, фонтан, летнее кафе. Трюффо тщательно осмотрел уже несколько потрёпанные временем декорации и загорелся желанием снять на их основе свой фильм. В интервью 1974 года он рассказывал, что для создания своего a movie about filmmaking (фильм о создании фильма) «начал осматривать все студийные помещения: комнаты администраторов, артистические уборные, гримёрные, зал для прослушивания, просмотровый зал — и понял, что если всю историю удастся вписать в пределы этой студии, то я добьюсь единства места, а оно позволит мне обеспечить и единство времени (съёмки с самого первого дня до момента расставания членов съёмочной группы) и единство действия». Трюффо решил отказаться от подготовительного периода кинопроизводства, который мастерски и исчерпывающе был представлен в фильме «8 1/2» Федерико Феллини, а также от постсъёмочного процесса. В качестве сценариста он решил пригласить Жан-Луи Ришара, с которым ранее неоднократно сотрудничал. В последний раз это произошло при создании фильма «Невеста была в чёрном» (1968). Вместе они приступили к работе на вилле в Антибе, которую снял Трюффо. Перед созданием сценария они записывали «опорные точки» истории на большом рулоне белой бумаги, который разложили на столе. Ришар позже рассказывал, что когда им в голову приходила какая-то интересная идея они в первую очередь подыскивали ей место на рулоне. В итоге у них «получилась почти графическая схема фильма». Также, по его словам, такой подготовительный этап можно было и не применять, но это помогло сохранить «ритм» картины. Работа продвигалась быстро и уже в середине августа 1971 года у них имелся первый набросок сценария, рассказывающего историю «съёмок» фильма. На некоторое время работа на фильмом, получившем название «Американская ночь», была приостановлена, так как Трюффо занимался съёмками комедии «Такая красотка, как я» (1971). В январе 1972 года Трюффо и Ришар в номере Hôtel Martinez в Каннах возобновили работу над сценарием «кино о кино». Именно там в сюжет была введена линия фильма «Знакомьтесь: Памела», который снимают персонажи «Американской ночи». К сценаристам присоединилась многолетняя помощница Трюффо Сюзанна Шиффман, хорошо осведомлённая о технической стороне кинопроизводства и о царящих там нравах. По словам режиссёра, «сосценаристы сразу же отказались как от чересчур лёгкого и умозрительного решения, — создать максимальную неясность, смешав сцены, так сказать, реальной жизни (то есть хронику съёмок) и придуманные сцены (линию Памелы)».

## Восприятие
- «Не только лучший фильм, когда-либо снятый о фильмах, но и великолепное развлечение… Трюффо раскручивает полдюжины сюжетных нитей и следует за ними столь легко, что создаётся впечатление, будто мы сплетничаем с ним о его коллегах. Съёмочная площадка — это микрокосм» (Роджер Эберт).
- «Самый близкий мне фильм из всех, снятых Трюффо. „Американская ночь“ лучше всего даёт понять, кем он был. А он был воплощением кинематографа». (Стивен Спилберг)[5].
- «Я был очень дружен с Луи Маллем и знал Трюффо. Я знал всю их банду. Они думали, что изобрели, что-то новое. То, что они делали, было не таким уж новым, но это было хорошо. Например, картина Трюффо „Американская ночь“ (1973). По-моему, это настоящий шедевр. Очень смешная, очень хорошая картина. Я ему так и сказал. По счастью, успел сказать ему это прежде, чем он умер» (Билли Уайлдер)[6].
- «Когда б вы знали, из какого сора»… Фильм не зря назван в честь приёма, позволяющего снимать ночь средь бела дня. Чудо и ложь кино торжествуют…" (Михаил Трофименков, «Коммерсантъ»)[7].
- «Почти все фильмы Трюффо сознают мимолётность [реальности], которая, вместо того, чтобы обесценивать жизнь и любовь, придаёт им особую ценность… Качество того или иного опыта не может быть измерено его продолжительностью или итогом. Оставим долговечность секвойям» (Винсент Кэнби, «The New York Times»)[8].
- «Трюффо явно обожает утрированность реальности как перед камерой, так и позади её. Создание фильма — единственное, в чём могут найти счастье эти персонажи (а следовательно, и сам Трюффо)» (Марк Питилло, allmovie)[9].
- Годару фильм не понравился, причём в изображении режиссёра Феррана он усмотрел нарциссизм Трюффо: «Почему, спрашивается, режиссёр — единственный, кто ни с кем не трахается в этом фильме?»[10].

## Награды
Оскар:

Жюли (Жаклин Биссет) и Альфонс (Жан-Пьер Лео) в кадре фильма «Встречайте Памелу» в фильме режиссёра Франсуа Трюффо «Американская ночь»

- 1974 — Лучший фильм на иностранном языке (Франсуа Трюффо)

BAFTA
- 1975 — Лучшая режиссура (Франсуа Трюффо)
- 1975 — Лучший фильм (Франсуа Трюффо)
- 1975 — Лучшая женская роль второго плана (Валентина Кортезе)

### Номинации
Оскар:
- 1975 — Лучшая режиссура (Франсуа Трюффо)
- 1975 — Лучший оригинальный сценарий (Франсуа Трюффо, Жан-Луи Ришар и Сюзанна Шиффман)
- 1975 — Лучшая женская роль второго плана (Валентина Кортезе)